# دارين كان (حكم كرة قدم)
دارين كان (بالإنجليزية: Darren Cann)‏ هو حكم كرة قدم بريطاني، ولد في 22 يناير 1969 في نورتش في المملكة المتحدة.